# Oxidus gracilis
Oxidus gracilis è un millepiedi appartenente alla famiglia Paradoxosomatidae.

## Biologia

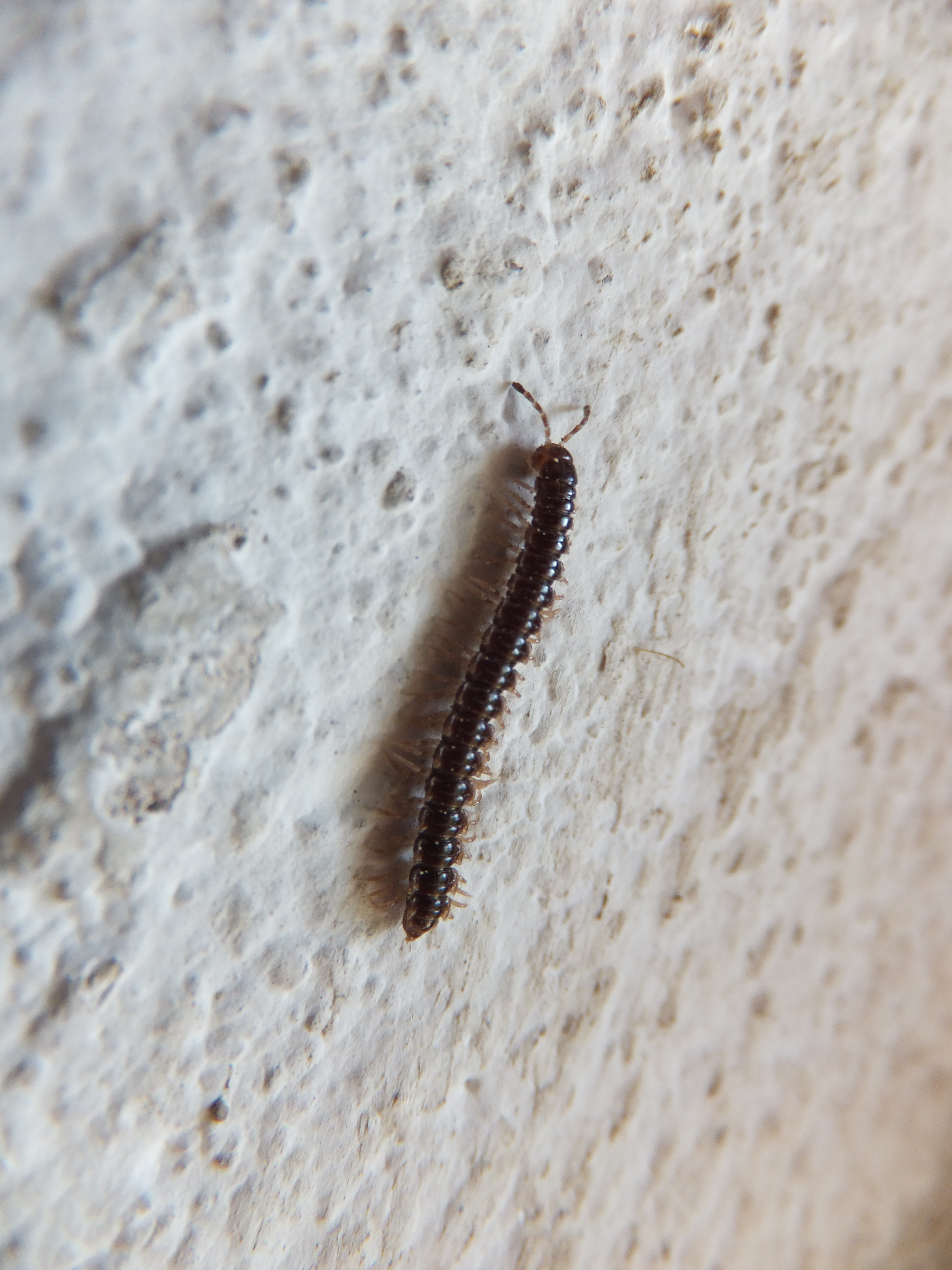
Un esemplare su un muro

È una specie notturna, dalle piccole dimensioni (circa 18,5-22,2 mm di lunghezza per 2,0-2,5 di larghezza), dotata di 30 paia di zampe nei maschi e 31 nelle femmine. Le uova, di colore bianco, giallo o marrone e quasi sferiche (circa 0,4 mm di diametro), sono deposte nel suolo solitamente in gruppi da 50-300 unità; la schiusa avviene dopo 9-10 giorni e la larva, che ha inizialmente solo tre paia di zampe e pochi segmenti, si sviluppa nel giro di un anno. L'adulto sopravvive per circa due mesi in primavera o estate; inizialmente esso è di colore marrone chiaro, e si scurisce col passare del tempo.
Come gran parte dei millepiedi, è insofferente ai climi secchi. Si nutre di sostanza organica vegetale e se disturbato emana un odore sgradevole.

## Distribuzione
Si pensa che la specie sia originaria del Giappone, ma è ormai diffusa globalmente nelle aree temperate grazie alla sua abitudine a vivere nel terriccio dei vasi e delle piante da vivaio.
Negli Stati Uniti, dove è stato introdotto accidentalmente dai tropici o dall'Europa, è ben diffuso negli stati meridionali e occidentali, mentre negli altri stati è presente solo nelle serre.